# The Falcon's Alibi
The Falcon's Alibi (Brasil O Álibi do Falcão) é um filme estadunidense de 1946, do gênero mistério, dirigido por Ray McCarey, com roteiro de Paul Yawitz, Dane Lussier e Manuel Seff.

## Recepção
A revista especializada brasileira A Cena Muda deu ao filme a nota 0,5 de 4, considerando-o o pior da série Falcon, que, segundo o crítico, já estaria "demasiadamente longa", esgotando os roteiristas.